# 今村駿介
今村 駿介（いまむら しゅんすけ、1998年2月14日 - ）は、福岡県うきは市出身の男子自転車競技選手。ワンティ・NIPPO・リユーズ所属。

## 経歴
競輪選手の父今村保徳の元に生まれ、小学生高学年の頃には父親のような自転車選手に憧れを抱いていたが、社会人を経て競輪選手となった父のスタンスもあり、英才教育のようなものは受けなかった。中学時代は高校から自転車競技を始めることを見越して、陸上部に入部、中距離走に取り組んだ。祐誠高等学校に入学後、自転車競技を開始するが、すでに自転車競技を始めていた同級生との差を知ることとなる。高校1年にはインターハイにもエントリーできなかったが、高校2年終わりくらいから少しずつ結果を残せるようになり、高校3年の2015年、ジュニア世界選手権自転車競技大会で首位獲得し、日本人初の快挙を達成した。
大学は中央大学法学部法律学科にスポーツ推薦で入学。2016年1月、アジア自転車競技選手権大会トラック ジュニア・ポイントレースで優勝。6月、全日本自転車競技選手権大会トラック ポイントレースで優勝。大学では両親との約束で教員免許取得にも取り組んだ。
2018年、TEAM BRIDGESTONE Cyclingに加入。8月、アジア競技大会マディソン3位（ペア橋本英也）、チームパシュート3位（チーム一丸尚伍、近谷涼、橋本英也）の成績を残す。
2019年6月、全日本自転車競技選手権大会ロードレースでは個人ロードタイムトライアル (U23) で優勝、個人ロード (U23) で3位、9月同大会トラックレースではチームパシュート優勝（日本新記録、決勝チーム窪木一茂、橋本英也、近谷涼）、ポイントレース2位、マディソン2位（ペア近谷涼）の成績を収める。
2020年中央大学を卒業。2月、世界選手権自転車競技大会トラックレースでチームパシュートに出場（チーム窪木一茂、近谷涼、沢田桂太郎）、予選9位で敗退となるものの、日本新記録を樹立。11月、アワーレコードに公式記録として日本初挑戦し、52.468kmを記録。
2021年12月、全日本自転車競技選手権大会トラックレースでは個人パシュートなど6種目で優勝、オムニアム2位の成績を収めた。
2022年ブリヂストン・アスリート・アンバサダーに就任。4月、ネイションズカップトラック第1戦でマディソン2位（ペア窪木一茂）。10月、世界選手権自転車競技大会トラックレースに出場し男子オムニアムで6位入賞。6月、アジア自転車競技選手権大会で男子オムニアム・男子マディソン・男子チームパシュートの3種目で金メダルを獲得。9月、ツール・ド・北海道に出場、第1ステージ・第3ステージで優勝し、ポイント賞を獲得した。
2023年8月、世界選手権自転車競技大会トラックレース男子オムニアムで3位入賞し、日本男子初となるメダルを獲得。9月、アジア競技大会男子マディソンで児島直樹と共に金メダルを獲得し、マディソンで日本勢初優勝を決めた。
2024年パリオリンピックでの金メダルを目標とし、その後は自転車競技の追求のために興味のある生体工学などの研究を考えているとインタビューで語っている。
2024年5月22日、パリオリンピック・自転車トラック種目代表に選出されたことが発表された。
2024年パリオリンピックの自転車競技では、男子4000メートル団体追い抜き予選に中野慎詞、窪木一茂、橋本英也とともに出場したが、3分53秒489のタイムで10位となり予選敗退となった。また男子マディソンに窪木一茂と組んで出場し15チーム中6位だった。

## 人物
3、4歳の頃、習い事として始めたピアノは18歳まで続き、一時期は真剣にプロを目指した腕前を持つという。
好きな食べ物は馬刺し。

## 主な戦績
2015年
- アジア自転車競技選手権大会
  - 4km団体追い抜き 3位 （+ 沢田桂太郎、安川義道、安田開）
  - スクラッチ 7位
- 全国高等学校選抜自転車競技大会
  - ポイントレース 優勝
  - 個人ロードレース 5位
  - 学校対抗 優勝 （ 祐誠高等学校）
- 全国高等学校総合体育大会自転車競技大会
  - 4km速度競争 優勝
  - 4km団体追い抜き 優勝 （大会新記録）
  - 学校対抗総合 優勝（ 祐誠高等学校）
- ジュニア世界選手権自転車競技大会
  - ポイントレース 優勝
  - 団体追い抜き 7位（日本新記録）（+ 沢田桂太郎、安川義道、徳田匠）